# Börsenkurs

Börsenkurs von Microsoft von September 2004 bis Februar 2005

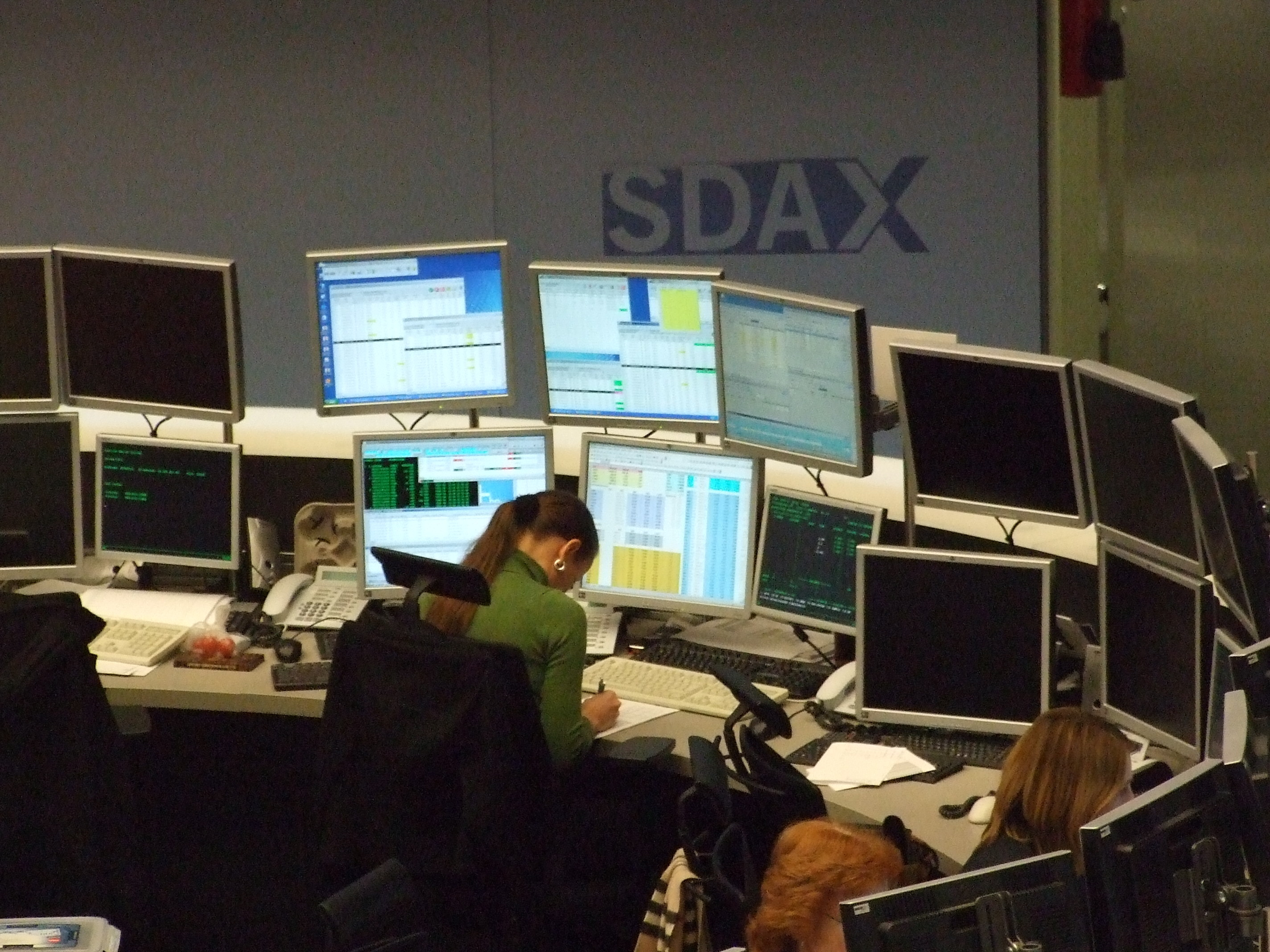
Parkettarbeitsplatz an der Frankfurter Börse

Der Börsenkurs (Rechtsbegriff: Börsenpreis) ist ein an einer Börse festgestellter Preis eines Handelsobjekts.
Zu den Handelsobjekten gehören Finanzinstrumente (Effekten, Devisen, Sorten) oder andere an einer Börse gehandelten fungiblen Wirtschaftsgüter, also beispielsweise Commodities wie Rohstoffe (insbesondere Rohöl, Rohkaffee), Edelmetalle (Gold, Silber, Palladium oder Platin) oder Agrarprodukte (wie Weizen oder Soja). Wichtige Börsenkurse sind nach dem zugrunde liegenden Handelsobjekt benannt wie der Aktienkurs (Aktien), Anleihekurs (Anleihen), Devisenkurs (Devisen), Goldkurs (Gold), Silberkurs (Silber) oder Sortenkurs (Sorten). Nicht mehr an Börsen werden Devisen gehandelt, noch nie wurden Sorten an Börsen gehandelt. Für beide gibt es den außerbörslichen Handel.
Der Börsenkurs ergibt sich aus Angebot und Nachfrage beim gehandelten Handelsobjekts. Grundsätzlich nehmen die Skontroführer oder Börsenmakler bei Effekten zunächst alle Kauf- und Verkaufswünsche (Wertpapierordern) entgegen und errechnen anschließend, bei welchem Kurs das größte Handelsvolumen zustande kommt, also möglichst viele der vorliegenden Kauf- und Verkaufswünsche erfüllt werden können. In der Börsenauktion wird auf Grundlage der bis zu einem bestimmten Zeitpunkt vorliegenden Wertpapierorders derjenige Preis ermittelt, zu dem das größte Ordervolumen bei minimalem Überhang ausgeführt werden kann (Meistausführungsprinzip). Dann folgt die eigentliche Kursfeststellung und Veröffentlichung dieses Börsenkurses durch die Skontroführer.

## Rechtsfragen
Der Börsenpreis ist ein Rechtsbegriff, der in vielen Gesetzen vorkommt. Insbesondere beim Niederstwertprinzip des § 253 Abs. 4 HGB spielt der Börsenpreis neben dem Marktpreis bei der Bewertung des Umlaufvermögens von Unternehmen am Bilanzstichtag die entscheidende Rolle. Der Börsenkurs ist handelsrechtlich mit dem beizulegenden Zeitwert identisch.
Das Börsengesetz (BörsG) ist gemäß § 1 BörsG anzuwenden auf den Betrieb und die Organisation von Börsen, die Zulassung von Handelsteilnehmern, Finanzinstrumenten, Rechten und Wirtschaftsgütern zum Börsenhandel und die Ermittlung von Börsenpreisen. Preise, die während der Börsenzeit an einer Börse festgestellt werden, sind gemäß § 24 Abs. 1 BörsG Börsenpreise, sie müssen ordnungsmäßig zustande kommen und der wirklichen Marktlage des Börsenhandels entsprechen (§ 24 Abs. 2 BörsG).
Um eine zu hohe Volatilität der Kurse systematisch auszuschließen, dürfen „außergewöhnliche Tagesausschläge oder sprunghafte Entwicklungen binnen weniger Tage, die sich nicht verfestigen“, nicht in der Durchschnittsbildung des Börsenkurses berücksichtigt werden, vielmehr ist der Mittelwert der Börsenkurse der letzten drei Monate vor dem Stichtag zu bilden. Auch weitere Börsenkursverzerrungen durch Marktenge oder fehlende Marktliquidität dürfen bei Abfindungsklagen nicht berücksichtigt werden.

## Kursfestsetzung
Der Börsenkurs {\displaystyle K} ist ein Preis, der für eine infinitesimal kleine Mengeneinheit einer bestimmten Maßeinheit {\displaystyle M} festgelegt ist, die gehandelt werden soll:
{\displaystyle K=M}.
Im Handel werden die verschiedenen Handelsobjekte in handelsüblichen Mengeneinheiten dargestellt. Beispielsweise ist bei Gold die Maßeinheit die Feinunze, so dass 1 Feinunze (Maßeinheit) 2100 US-Dollar (Preis, Stand: April 2024) den Goldkurs von 2100 US-Dollar ergibt ({\displaystyle 2100=1\,Feinunze}). Dabei wird der Börsenkurs für die einzelnen Handelsobjekte wie folgt ermittelt:
| Handelsobjekt             | Kursbezeichnung | Maßeinheit                                                             |
| ------------------------- | --------------- | ---------------------------------------------------------------------- |
| Aktien                    | Aktienkurs      | Nennbetragsaktie: Nennwert in Geldeinheiten Stückaktie: Stücknotierung |
| Anleihen                  | Anleihekurs     | Nennwert in Prozent                                                    |
| Devisen                   | Devisenkurs     | Währungseinheit: Mengennotierung oder Preisnotierung                   |
| Sorten                    | Sortenkurs      | nur Preisnotierung                                                     |
| Handelswaren, Commodities | Warenpreis      | Barrel: Rohöl, Feinunze: Edelmetalle, Sack: Rohkaffee                  |

- Aktie: Nennbetragsaktie: 50 Euro Nennwert zum Aktienkurs von 103,30 Euro, Stückaktie: 1 Stück zum Aktienkurs von 103,30 Euro.
- Anleihe: 100 Euro Nennwert zum Anleihekurs von 98 % des Nennwerts in Euro.
- Devisen: 100 US-Dollar zum Devisenkurs von 1,20 Euro (Mengennotierung) oder Kehrwert: für 1 Euro zum Kurs von 0,88 US-Dollar (Preisnotierung). Die Mengeneinheit bei Währungseinheiten ist meist 1 oder 100.
- Waren/Commodities werden in standardisierten Einheiten gehandelt, beispielsweise 1 Barrel (Rohöl) oder 1 Feinunze (Edelmetalle). „Papierkaffee“ (virtueller, an Warenbörsen gehandelter Rohkaffee) wird als Sack zu 60 kg Gewicht (Brasilien) bzw. 69 kg (Mittelamerika) gehandelt.

Zur Standardisierung von Rohkaffee gehört noch die Unterscheidung zwischen Arabica-Kaffee und Robusta-Kaffee.

## Kennzahlen
Der Börsenkurs ist ein bedeutsamer Bewertungsmaßstab. Mit ihm errechnet man allgemein den Kurswert, bei Aktien zusätzlich auch die Marktkapitalisierung. Ein Kursgewinn {\displaystyle KG} ergibt sich für den Verkäufer, wenn der Kaufkurs {\displaystyle K_{k}} niedriger ist als der spätere Verkaufskurs {\displaystyle K_{v}}:
{\displaystyle KG=K_{k}<K_{v}},
ein Kursverlust {\displaystyle KV} entsteht entsprechend, wenn
{\displaystyle KV=K_{k}>K_{v}}.
Die Gefahr, dass eine Gewinnchance eines Kursgewinns oder die Verlustgefahr eines Kursverlustes besteht, wird Kursrisiko genannt.
Auch das Kurs-Gewinn-Verhältnis, Kurs-Buchwert-Verhältnis, Kurs-Umsatz-Verhältnis und der Aktienindex sind betriebswirtschaftliche Kennzahlen, für deren Ermittlung der Börsenkurs erforderlich ist. Ferner sind in der Wertpapieranalyse einige betriebswirtschaftliche Kennzahlen wie Burke Ratio, Calmar Ratio und Sterling Ratio vom maximalen Kursverlust (englisch Maximum Drawdown) abgeleitet.

## Kursarten
Es wird unterschieden:
- nach dem Kurs des Händlers, Käufers oder Verkäufers:
  - Geldkurs: Kurs, zu dem ein Wirtschaftssubjekt Handelsobjekte ankauft;
  - Briefkurs: Kurs, zu dem ein Wirtschaftssubjekt Handelsobjekte verkauft.
- Nach dem Zeitpunkt der Kursfeststellung:
  - Eröffnungskurs: erster festgestellter Kurs eines Börsentages;
  - Schlusskurs: letzter festgestellter Kurs des Börsentages.
- Nach der Art der Kursfeststellung:
  - Fortlaufender Kurs (variabler Kurs) oder
  - Kassakurs (auch Einheitskurs genannt).
- Nach der Qualität des Kurses:
  - Börsenkurs oder
  - Taxakurs: Kann für ein Handelsobjekt kein Kurs ermittelt werden, was bei geringer Marktliquidität und Marktenge der Fall sein kann, so legt der zuständige Skontroführer einen Schätzkurs, den Taxakurs fest (Taxe, Kurstaxe). Taxkurse gibt es ausschließlich bei Nebenwerten und im Freiverkehr, da bei Standardwerten Market-Maker oder Designated Sponsoren für Kurspflege sorgen. § 24 Abs. 1 Satz 1 BörsG stellt klar, dass die Bekanntgabe eines Taxkurses ein Vorgang ist, der „vor Feststellung eines Börsenpreises“ stattfindet und damit nicht Bestandteil einer Kursfeststellung ist. Ein so genannter Geld- oder Taxkurs, zu dem kein Börsenumsatz stattfindet, sondern nur eine Nachfrage besteht, genügt für die Annahme eines Börsenkurses im Sinne des Marktmanipulationstatbestandes nicht, da es sich nicht um Börsenkurse im Sinne des § 24 Abs. 1 BörsG handelt.[5]

Neben diesen an den Börsen festgestellten Kursen gibt es Kurse, die von Börsenhändlern außerbörslich über Direktgeschäfte (englisch over the counter, abgekürzt OTC) festgesetzt werden, so genannte OTC-Kurse. Diese Kursinformationen werden nicht über Börsen vermittelt, sondern kursieren über Marktdatensysteme zwischen den Kontrahenten.

## Kurszusätze
Kurszusätze geben an, inwieweit die zum festgestellten Kurs limitierten Kauf- und Verkaufsaufträge von Wertpapieren im Präsenzhandel ausgeführt werden konnten, bzw. erläutern etwaige Kursveränderungen, die während der amtlichen Notierung der Papiere eingetreten sind (Beispiele: Bezugsrechtshandelabschlag, Dividendenzahlung). Die Zusätze werden von fast allen Wertpapierbörsen verwendet.

## Kurshinweise
Die Kurshinweise geben an, wie die Kurse im Handelsverlauf zustande gekommen sind. Im Gegensatz zu den Kurszusätzen sind die Kurshinweise nicht in der Börsenordnung geregelt.
- G = Geld, zu diesem Kurs bestand nur Nachfrage. Es fand kein Umsatz statt.
- B = Brief, zu diesem Kurs bestand nur Angebot. Es fand kein Umsatz statt.
- au, ausg = ausgesetzt: Die Kursnotierung ist ausgesetzt, ein Ausruf ist nicht gestattet
- C = Kompensationsgeschäft: Zu diesem Kurs wurden ausschließlich Aufträge ausgeführt, bei denen Käufer und Verkäufer identisch waren.
- ex abc = ohne verschiedene Rechte: Erste Notiz unter Abschlag verschiedener Rechte.
- ex AZ = nach Ausgleichszahlung: Erste Notiz unter Abschlag einer Ausgleichszahlung.
- ex BA, ex Ber = nach Berichtigungsaktien: Hierbei handelt es sich um einen Kurszusatz für den Fall, dass ein Berichtigungsabschlag vorgenommen wurde. Es ist die erste Notiz nach der Umstellung des Kurses auf das (aus Gesellschaftsmitteln) berichtigte Aktienkapital.
- ex Bo = nach Bonusrecht: Erste Notiz unter Abschlag eines Bonusrechts.
- ex BR, ex Bez = nach Bezugsrecht: Hierbei handelt es sich um einen Kurszusatz am Tage des Bezugsrechtsabschlages. Der Kurs der jungen Aktie wird ab sofort mit Kursabschlag (ohne Bezugsrecht) gehandelt. Meist ist es der vorletzte Börsentag vor Ablauf der Bezugsfrist.
- ex D, ex Div = nach Dividende: Hierbei handelt es sich um einen Kurszusatz am Tage der Dividendenauszahlung, meist ist dies der zweite Handelstag nach der Hauptversammlung. Die Dividende für das abgelaufene Geschäftsjahr wurde an die Aktionäre ausgezahlt und wird vom Kurs der Aktie abgezogen („Dividendenabschlag“).
- ex SP = nach Splitting: Erste Notiz nach Umstellung des Kurses auf die geteilten Aktien.
- ex Z = ausgenommen Ziehung: Der notierte Kurs versteht sich für die nicht ausgelosten Stücke. Der Hinweis ist nur am Tag der Wiederaufnahme der Notierung zu verwenden. Plus- und Minusankündigung.
- ex ZS = nach Zinsen: Erste Notiz unter Abschlag der Zinsen.
- * = Sternchen: Kleine Beträge konnten ganz oder teilweise nicht gehandelt werden.
- T = Taxe, es fanden keine Umsätze statt, der Kurs ist geschätzt.
- – = gestrichen, es konnte kein Kurs festgestellt werden.

## Wirtschaftliche Aspekte
Man unterscheidet Kassakurse, Terminkurse und – bei umsatzlosen Handelsobjekten – Taxakurse (geschätzte Kurse). Seit Mai 2011 ist in Deutschland der Mindestschluss für Aktien abgeschafft, bei Anleihen ergibt er sich aus der Mindestanlagesumme. Dadurch hat der Kassakurs für Aktien keine Bedeutung mehr. Der ermittelte Kurs liegt stets zwischen dem Geldkurs als Untergrenze (englisch bid; Mindestpreis), zu dem Käufer kaufbereit sind, und dem Briefkurs als Obergrenze (englisch ask; Höchstpreis), zu dem Verkäufer verkaufsbereit sind. Die Differenz zwischen Geld- und Briefkurs bezeichnet man als Spanne. Bei Devisen spielt der Kassakurs dagegen eine entscheidende Rolle. Der Devisenkassakurs besteht aus einem niedrigeren Geldkurs, einem höheren Briefkurs und einem dazwischenliegenden Mittelkurs. Letzterer wird im Rahmen der Kursfeststellung ermittelt, wobei sich die Geld- und Briefkurse durch die Anwendung der feststehenden Kursspannen ergeben.
Bei Aktien und Anleihen ist die Unterscheidung von deren Nennwert wichtig. Der Nennwert bezieht sich bei Nennwertaktien auf das eingetragene Grundkapital einer Aktiengesellschaft und wird vor der Emission der Aktien festgelegt. Der Aktienkurs als der objektive, markträumende Gleichgewichtspreis aggregiert die subjektiven Grenzpreise einer Vielzahl von Anlegern mit heterogenen, nicht selten entgegengesetzten Erwartungen zu einem objektiven Konsenspreis. Es handelt sich nicht um den Preis, der für das ganze Unternehmen gezahlt würde (bei der gesamten Marktkapitalisierung), sondern um den Grenzpreis für die letzte an einem Handelstag gehandelte Aktie. Bei Anleihen ist Nennwert der Betrag, zu dem die Anleihe am Fälligkeitstag vom Emittenten zurückgezahlt wird.
Beispiel
Von BMW existieren insgesamt 602 Mio. Aktien mit einem Nennwert von 1 Euro pro Stück. An der Frankfurter Börse wurde diese Aktie am 20. März 2015 zu einem Börsenkurs von 114,60 Euro pro Stück gehandelt. In den vorhergehenden 12 Monaten schwankte der Börsenkurs zwischen 74,90 Euro und 123,70 Euro pro Stück.